# Premio Philip K. Dick
El Premio Philip K. Dick es un premio de ciencia ficción entregado anualmente en la Norwescon auspiciado por la Sociedad de Ciencia Ficción de Filadelfia y (desde el año 2005) apoyado por el Fondo Philip K. Dick, llamado así por el escritor de ciencia ficción Philip K. Dick. Ha sido otorgado desde el año 1983, el año posterior a la muerte de Dick. Los trabajos que han recibido este premio son identificados en sus cubiertas por el texto Mejor Original de ciencia ficción en rústica (Best Original SF Paperback). Este premio es entregado al mejor trabajo original publicado en rústica cada año en Estados Unidos.
El premio fue fundado por Thomas Disch con asistencia de David G. Hartwell, Paul S. Williams y Charles N. Brown. Actualmente es administrado por David G. Hartwell y Gordon Van Gelder. Administradores anteriores incluyen a Algis J. Budrys y David Alexander Smith.

## Ganadores y nominados del Premio Philip K. Dick
Los autores ganadores se muestran en negrita.

Los autores con citaciones especiales son mostrados en itálica. El año mostrado en la tabla indica el año en que libro fue publicado. El premio es presentado al año siguiente.
| Autor                                   | Título                                                     |
| 1982                                    | 1982                                                       |
| --------------------------------------- | ---------------------------------------------------------- |
| Rudy Rucker                             | Software                                                   |
| Ray Nelson                              | The Prometheus Man                                         |
| J. M. Coetzee                           | Waiting for the Barbarians                                 |
| R. A. Lafferty                          | Aurelia                                                    |
| John Sladek                             | Roderick                                                   |
| Steve Rasnic Tem                        | The Umbral Anthology of Science Fiction Poetry             |
| 1983                                    |                                                            |
| Tim Powers                              | Las Puertas de Anubis                                      |
| R. A. MacAvoy                           | Tea with the Black Dragon                                  |
| Barrington J. Bayley                    | The Zen Gun                                                |
| Zoe Fairbairns                          | Benefits                                                   |
| M. John Harrison                        | The Floating Gods                                          |
| John Varley                             | Millennium                                                 |
| 1984                                    |                                                            |
| William Gibson                          | Neuromante                                                 |
| Kim Stanley Robinson                    | The Wild Shore                                             |
| C. J. Cherryh                           | Voyager in Night                                           |
| Geary Gravel                            | The Alchemists                                             |
| David R. Palmer                         | Emergence                                                  |
| Lucius Shepard                          | Green Eyes                                                 |
| Lewis Shiner                            | Frontera                                                   |
| Howard Waldrop                          | Them Bones                                                 |
| 1985                                    |                                                            |
| Tim Powers                              | Dinner at Deviant's Palace                                 |
| Richard Grant                           | Saraband of Lost Time                                      |
| Russell Griffin                         | The Timeservers                                            |
| Michael P. Kube-McDowell                | Emprise                                                    |
| Barry N. Malzberg                       | The Remaking of Sigmund Freud                              |
| Scott Russell Sanders                   | Terrarium                                                  |
| Walter Jon Williams                     | Knight Moves                                               |
| 1986                                    |                                                            |
| James P. Blaylock                       | Homunculus                                                 |
| Jack McDevitt                           | The Hercules Text                                          |
| Karen Joy Fowler                        | Artificial Things                                          |
| Robert Charles Wilson                   | A Hidden Place                                             |
| 1987                                    |                                                            |
| Patricia Geary                          | Strange Toys                                               |
| Mike McQuay                             | Memories                                                   |
| Richard Bowker                          | Dover Beach                                                |
| Pat Cadigan                             | Mindplayers                                                |
| K. W. Jeter                             | Dark Seeker                                                |
| Rebecca Ore                             | Becoming Alien                                             |
| Lucius Shepard                          | Life During Wartime                                        |
| 1988                                    |                                                            |
| Paul J. McAuley (empate)                | Four Hundred Billion Stars                                 |
| Rudy Rucker (empate)                    | Wetware                                                    |
| Roger MacBride Allen                    | Orphan of Creation                                         |
| Marc Laidlaw                            | Neon Lotus                                                 |
| David Alexander Smith                   | Rendezvous                                                 |
| 1989                                    |                                                            |
| Richard Paul Russo                      | Subterranean Gallery                                       |
| Dave Wolverton                          | On My Way to Paradise                                      |
| Barry B. Longyear                       | Infinity Hold                                              |
| James Luceno                            | A Fearful Symmetry                                         |
| Rebecca Ore                             | Being Alien                                                |
| Susan Shwartz                           | Heritage of Flight                                         |
| 1990                                    |                                                            |
| Pat Murphy                              | Points of Departure                                        |
| Raymond Harris                          | The Schizogenic Man                                        |
| Gregory Feeley                          | The Oxygen Barons                                          |
| Elizabeth Hand                          | Winterlong                                                 |
| Allen M. Steele                         | Clarke County, Space                                       |
| 1991                                    |                                                            |
| Ian McDonald                            | King of Morning, Queen of Day                              |
| Emma Bull                               | Bone Dance                                                 |
| Douglas Bell                            | Mojo and the Pickle Jar                                    |
| Kathe Koja                              | The Cipher                                                 |
| Robert Charles Wilson                   | Bridge of Years                                            |
| 1992                                    |                                                            |
| Richard Grant                           | Through the Heart                                          |
| Élisabeth Vonarburg                     | In the Mothers' Land                                       |
| Colin Greenland                         | Take Back Plenty                                           |
| Elizabeth Hand                          | Aestival Tide                                              |
| R. A. Lafferty                          | Iron Tears                                                 |
| 1993                                    |                                                            |
| John M. Ford                            | Growing Up Weightless                                      |
| Jack Womack                             | Elvissey                                                   |
| Wilhelmina Baird                        | Crash Course                                               |
| David R. Bunch                          | Bunch!                                                     |
| Elizabeth Hand                          | Icarus Descending                                          |
| 1994                                    |                                                            |
| Robert Charles Wilson                   | Mysterium                                                  |
| Jack Cady                               | Inagehi                                                    |
| Alexander Besher                        | Rim: A Novel of Virtual Reality                            |
| Ian McDonald                            | Scissors Cut Paper Wrap Stone                              |
| Lisa Mason                              | Summer of Love                                             |
| Lance Olsen                             | Tonguing the Zeitgeist                                     |
| 1995                                    |                                                            |
| Bruce Bethke                            | Headcrash                                                  |
| Richard Paul Russo                      | Carlucci's Edge                                            |
| Shale Aaron                             | Virtual Death                                              |
| Greg Egan                               | Permutation City                                           |
| Amy Thomson                             | The Color of Distance                                      |
| Élisabeth Vonarburg                     | Reluctant Voyagers                                         |
| 1996                                    |                                                            |
| Stephen Baxter                          | The Time Ships                                             |
| Michael Bishop                          | At the City Limits of Fate                                 |
| William Barton                          | The Transmigration of Souls                                |
| George Foy                              | The Shift                                                  |
| Sarah Zettel                            | Reclamation                                                |
| 1997                                    |                                                            |
| Stepan Chapman                          | The Troika                                                 |
| William Barton                          | Acts of Conscience                                         |
| Susan R. Matthews                       | An Exchange of Hostages                                    |
| Richard Paul Russo                      | Carlucci's Heart                                           |
| Denise Vitola                           | Opalite Moon                                               |
| Catherine Wells                         | Mother Grimm                                               |
| 1998                                    |                                                            |
| Geoff Ryman                             | 253: The Print Remix                                       |
| Paul Di Filippo                         | Lost Pages                                                 |
| Nalo Hopkinson                          | Brown Girl in the Ring                                     |
| Steve Aylett                            | Slaughtermatic                                             |
| Paul J. McAuley                         | The Invisible Country                                      |
| 1999                                    |                                                            |
| Stephen Baxter                          | Vacuum Diagrams                                            |
| Jamil Nasir                             | Tower of Dreams                                            |
| Kristine Smith                          | Code of Conduct                                            |
| Constance Ash, ed.                      | Not of Woman Born                                          |
| Toni Anzetti                            | Typhon's Children                                          |
| William Barton                          | When We Were Real                                          |
| 2000                                    |                                                            |
| Michael Marshall Smith                  | Only Forward                                               |
| Scott Westerfeld                        | Evolution's Darling                                        |
| Stephen L. Burns                        | Call from a Distant Shore                                  |
| Nalo Hopkinson                          | Midnight Robber                                            |
| Maggy Thomas                            | Broken Time                                                |
| Janine Ellen Young                      | The Bridge                                                 |
| 2001                                    |                                                            |
| Richard Paul Russo                      | Ship of Fools                                              |
| Ken Wharton                             | Divine Intervention                                        |
| Julie E. Czerneda                       | In the Company of Others                                   |
| Mark W. Tiedemann                       | Compass Reach                                              |
| Ray Vukcevich                           | Meet Me in the Moon Room                                   |
| Liz Williams                            | The Ghost Sister                                           |
| 2002                                    |                                                            |
| Carol Emshwiller                        | The Mount                                                  |
| China Miéville                          | The Scar                                                   |
| Carol Emshwiller                        | Report to the Men’s Club                                   |
| Kay Kenyon                              | Maximum Ice                                                |
| Karin Lowachee                          | Warchild                                                   |
| Liz Williams                            | Empire of Bones                                            |
| Jeff VanderMeer, Forrest Aguirre (eds.) | Leviathan Three                                            |
| 2003                                    |                                                            |
| Richard Morgan                          | Altered Carbon                                             |
| Jane Jensen                             | Dante's Equation                                           |
| M. M. Buckner                           | Hyperthought                                               |
| Mark Budz                               | Clade                                                      |
| Chris Moriarty                          | Spin State                                                 |
| Ann Tonsor Zeddies                      | Steel Helix                                                |
| 2004                                    |                                                            |
| Gwyneth Jones                           | Life                                                       |
| Lyda Morehouse                          | Apocalypse Array                                           |
| Geoff Ryman                             | Air                                                        |
| Liz Williams                            | Banner of Souls                                            |
| Karen Traviss                           | City of Pearl                                              |
| Minister Faust                          | The Coyote Kings of the Space-Age Bachelor Pad             |
| Eileen Gunn                             | Stable Strategies and Others                               |
| 2005                                    |                                                            |
| M. M. Buckner                           | War Surf                                                   |
| Justina Robson                          | Natural History                                            |
| Neal Asher                              | Cowl                                                       |
| Karin Lowachee                          | Cagebird                                                   |
| Justina Robson                          | Silver Screen                                              |
| Wil McCarthy                            | To Crush the Moon                                          |
| 2006                                    |                                                            |
| Chris Moriarty                          | Spin Control                                               |
| Elizabeth Bear                          | Carnival                                                   |
| Andrea Hairston                         | Mindscape                                                  |
| Nina Kiriki Hoffman                     | Catalyst: A Novel of Alien Contact                         |
| Tony Ballantyne                         | Recursion                                                  |
| Mark Budz                               | Idolon                                                     |
| Justina Robson                          | Living Next Door to the God of Love                        |
| 2007                                    |                                                            |
| M. John Harrison                        | Nova Swing                                                 |
| Minister Faust                          | From the Notebooks of Dr. Brain                            |
| Jon Armstrong                           | Grey                                                       |
| Elizabeth Bear                          | Undertow                                                   |
| Adam Roberts                            | Gradisil                                                   |
| Karen Traviss                           | Ally                                                       |
| Sean Williams                           | Saturn Returns                                             |
| 2008                                    |                                                            |
| Adam-Troy Castro (tie)                  | Emissaries from The Dead                                   |
| David Walton (tie)                      | Terminal Mind                                              |
| Lou Anders                              | Fast Forward 2                                             |
| Karen Traviss                           | Judge                                                      |
| Jeff Carlson                            | Plague War                                                 |
| K. A. Bedford                           | Time Machines Repaired While-U-Wait                        |
| 2009                                    |                                                            |
| C. L. Anderson                          | Bitter Angels                                              |
| Ian McDonald                            | Cyberabad Days                                             |
| Carlos J. Cortes                        | The Prisoner                                               |
| Eric Garcia                             | The Repossession Mambo                                     |
| Daryl Gregory                           | The Devil's Alphabet                                       |
| Rebecca Ore                             | Centuries Ago and Very Fast                                |
| S. Andrew Swann                         | Prophets                                                   |
| 2010                                    |                                                            |
| Mark Hodder                             | The Strange Affair of Spring-Heeled Jack                   |
| Project Itoh (trad. Alexander O. Smith) | Harmony                                                    |
| Jon Armstrong                           | Yarn                                                       |
| Elizabeth Bear                          | Chill                                                      |
| Alden Bell                              | The Reapers are the Angels                                 |
| Sara Creasy                             | Song of Scarabaeus                                         |
| James Knapp                             | State of Decay                                             |
| 2011                                    |                                                            |
| Simon Morden                            | The Samuil Petrovitch Trilogy                              |
| Robert Jackson Bennett                  | The Company Man                                            |
| Jean Johnson                            | A Soldier's Duty                                           |
| Maureen F. McHugh                       | After the Apocalypse                                       |
| Mira Grant                              | Deadline                                                   |
| Matthew Hughes                          | The Other                                                  |
| Drew Magary                             | The Postmortal                                             |
| 2012                                    |                                                            |
| Brian Francis Slattery                  | Lost Everything                                            |
| Andri Snær Magnason                     | LoveStar                                                   |
| Ryan Boudinot                           | Blueprints of the Afterlife                                |
| Keith Brooke                            | Harmony                                                    |
| Eric Brown                              | Helix Wars                                                 |
| Moira Crone                             | the not yet                                                |
| Nancy Kress                             | Fountain of Age: Stories                                   |
| 2013                                    |                                                            |
| Ben H. Winters                          | Countdown City                                             |
| Toh EnJoe                               | Self-Reference Engine                                      |
| Anne Charnock                           | A Calculated Life                                          |
| Cassandra Rose Clarke                   | The Mad Scientist’s Daughter                               |
| Ann Leckie                              | Justicia auxiliar                                          |
| Jack Skillingstead                      | Life on the Preservation                                   |
| Ian Whates (ed.)                        | Solaris Rising 2: The New Solaris Books of Science Fiction |
| 2014                                    |                                                            |
| Meg Elison                              | The Book of the Unnamed Midwife                            |
| Jennifer Marie Brissett                 | Elysium                                                    |
| Rod Duncan                              | The Bullet-Catcher’s Daughter                              |
| Emmi Itäranta                           | Memory of Water                                            |
| Cherie Priest                           | Maplecroft: The Borden Dispatches                          |
| Jonathan Strahan (ed.)                  | Reach For Infinity                                         |
| 2015                                    |                                                            |
| Ramez Naam                              | Apex                                                       |
| Brenda Cooper                           | Edge of Dark                                               |
| Douglas Lain                            | After the Saucers Landed                                   |
| PJ Manney                               | (R)evolution                                               |
| Adam Rakunas                            | Windswept                                                  |
| Marguerite Reed                         | Archangel                                                  |